# ناحیه حافظ‌آباد
ناحیه حافظ آباد (به انگلیسی: Hafizabad District) یکی از ناحیه‌های پاکستان در پاکستان است که در پنجاب واقع شده‌است. ناحیه حافظ آباد ۲٬۳۶۷ کیلومتر مربع مساحت و ۱٬۱۵۶٬۹۵۷ نفر جمعیت دارد.